# Сфинкс (Эсхил)
«Сфинкс» (др.-греч. Σφίγξ) — пьеса древнегреческого драматурга Эсхила в жанре сатировской драмы, часть «Эдиподии» — тетралогии, написанной в 467 году до н. э. на основе фиванских мифов. Её текст почти полностью утрачен.

## Сюжет и судьба пьесы

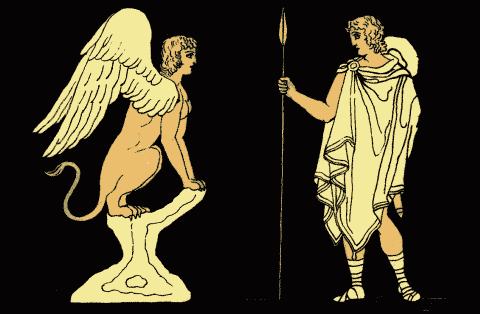
Прощание Эдипа с Иокастой. Эдип и Сфинкс

Сатировская драма «Сфинкс» вошла в состав цикла пьес, посвящённого мифу о царе Фив Эдипе. В ней рассказывалось о том, как этот герой победил Сфинкс — чудовище женского пола, сидевшее на Фикейской горе и убивавшее всех путников. Сфинкс загадывала людям одну и ту же загадку; когда Эдип дал правильный ответ, она бросилась в пропасть. Предположительно хор сатиров в пьесе изображал пленников Сфинкс, которые благодаря Эдипу получили свободу.
Кроме «Сфинкс», в состав «Эдиподии» вошли три трагедии: «Лаий» (в ней предположительно Эдип убивает отца и женится на матери), «Эдип» (в ней герой узнаёт, что наделал) и «Семеро против Фив» (в ней сыновья Эдипа воюют за власть). Тетралогия была впервые поставлена на сцене в 467 году до н. э. и заняла в состязании первое место. Несмотря на такой успех, только одна пьеса («Семеро против Фив») сохранилась полностью. Тексты остальных произведений утрачены практически полностью. От «Сфинкс» остались только два коротких фрагмента.